# Plectris katovichi
Plectris katovichi är en skalbaggsart som beskrevs av Smith 2008. Plectris katovichi ingår i släktet Plectris och familjen Melolonthidae. Inga underarter finns listade i Catalogue of Life.